# Lincoln Steffens
Lincoln Steffens Joseph (6 de abril de 1866 — 9 de agosto de 1936) foi um jornalista americano de Nova Iorque, que lançou uma série de artigos em McClure's do que viria a ser publicados juntos em um livro intitulado The Shame of the Cities. Ele é lembrado por investigar corrupção no governo municipal em cidades norte- americanas e pelo apoio inicial para a União Soviética. O Famoso jornalista americano John Reed escreve em 'Eu  Vi um Novo Mundo Nascer' que Steffens o influenciou mais do que qualquer outro homem. 